# (31898) 2000 GC1
(31898) 2000 GC1 est un objet de la ceinture principale d'astéroïdes intérieure découvert en 2000.

## Description
(31898) 2000 GC1 a été découvert le 2 avril 2000 à l'observatoire Magdalena Ridge, situé dans le comté de Socorro, au Nouveau-Mexique (États-Unis), par le projet Lincoln Near-Earth Asteroid Research (LINEAR).

### Caractéristiques orbitales
L'orbite de cet astéroïde est caractérisée par un demi-grand axe de 1,90 ua, un périhélie de 1,75 ua, une excentricité de 0,08 et une inclinaison de 23,87° par rapport à l'écliptique. Du fait de ces caractéristiques, à savoir un demi-grand axe inférieur à 2 ua et un périhélie supérieur à 1,666 ua, il est classé, selon la JPL Small-Body Database, objet de la ceinture principale d'astéroïdes intérieure.

### Caractéristiques physiques
(31898) 2000 GC1 a une magnitude absolue (H) de 15,4 et un albédo estimé à 0,065.